# Asparagus schroederi
Asparagus schroederi — вид рослин із родини холодкових (Asparagaceae).

## Біоморфологічна характеристика
Прямовисний кущ 50–100 см заввишки, жорсткий, колючий, з дерев'янистим кореневищем. Стебла численні, смугасті, в молодому віці коричневі, з віком сірі. Колючки на головних стеблах гострі, 5–15 мм завдовжки; на гілках шипики довжиною 1–3 мм, розташовані під квітковими пучками. Кладодії згруповані по 3–10 разом, ниткоподібні, 20–50(80) мм завдовжки. Квітки зазвичай парні, розташовані близько один до одного вздовж гілок. Листочки оцвітини білі чи кремові, 2–4.5 мм завдовжки. Пиляки червоні. Ягода червона, 6–8 мм у діаметрі, 1–2 насінна.

## Середовище проживання
Ареал: Мозамбік, Чад, Буркіна, Гана, Нігерія, Бенін, Того, Танзанія, Ангола, Малаві, Замбія, Камерун, Зімбабве, Ботсвана, Кот-д'Івуар, Заїр, Північні провінції ПАР, Бурунді, Намібія.
Населяє листопадні ліси, луки, чагарники, узлісся; на висотах 400–1900 метрів.